# ベルナーオーバーラント鉄道HGe3/3形電気機関車

HGe3/3 23号機の工場完成写真、1914年

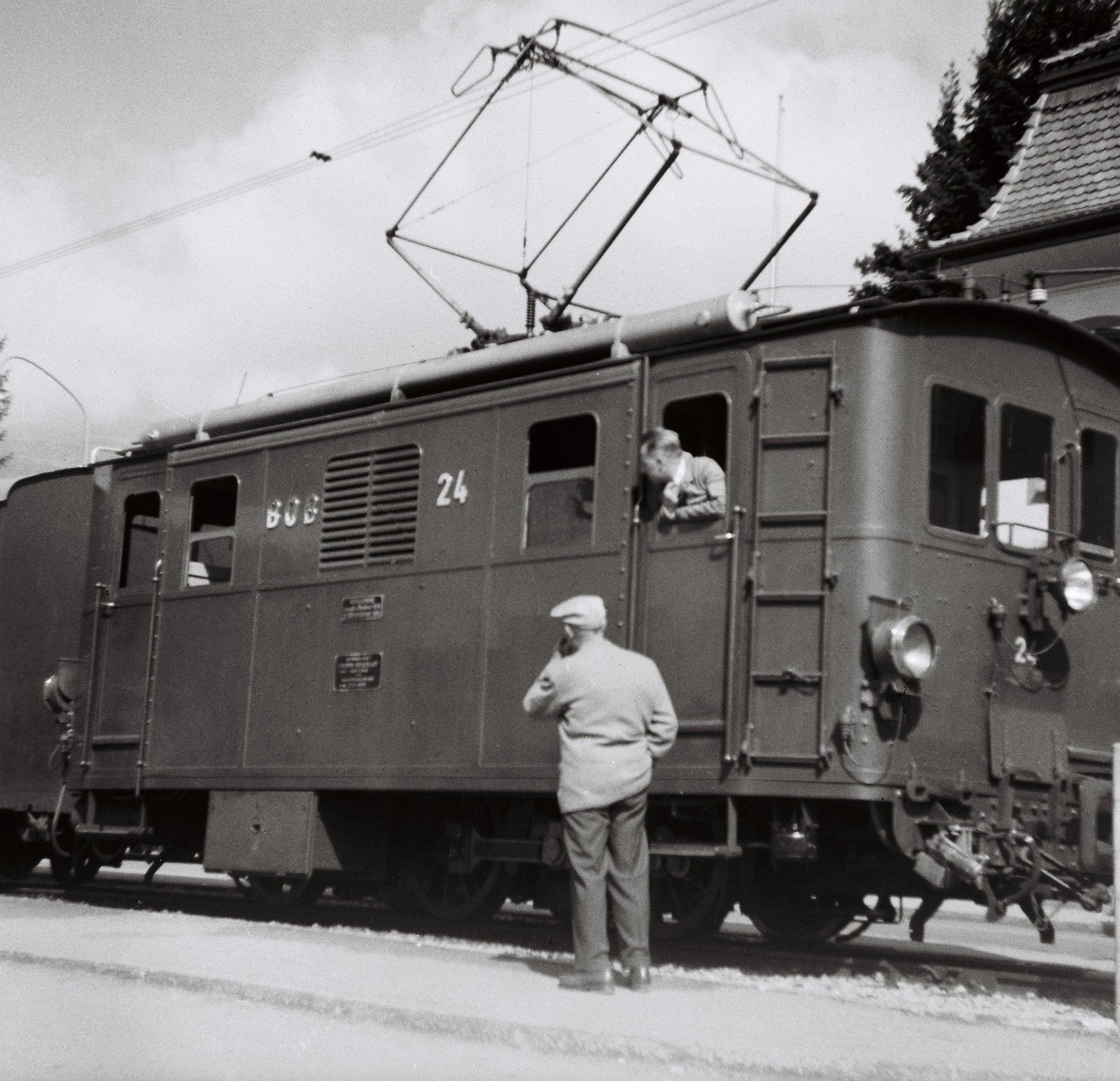
HGe3/3 24号機、グリンデンヴァルド駅、1957年

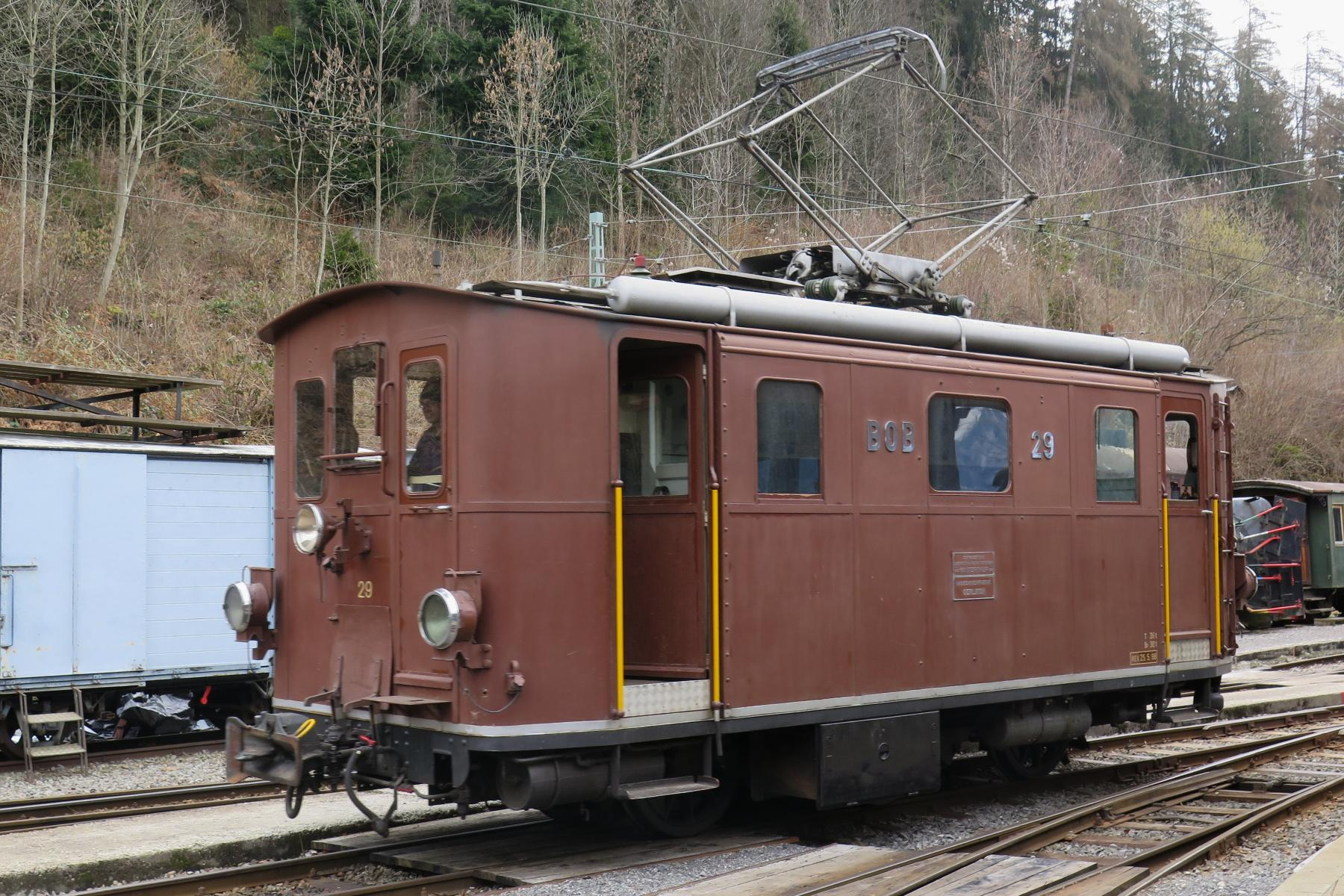
外観や仕様が一部異なるHGe3/3 29号機、ブロネイ-シャンビィ博物館鉄道で動態保存されている、2014年

ベルナーオーバーラント鉄道HGe3/3形電気機関車（ベルナーオーバーラントてつどうHGe3/3がたでんきかんしゃ）は、スイス中央部の私鉄であるベルナーオーバーラント鉄道（Berner Oberland-Bahn (BOB)）で使用される山岳鉄道用ラック式電気機関車である。

## 概要
ベルナーオーバーラント鉄道は、1890年の開業以降蒸気機関車で運行されていたが、その後1914年には直流1500Vで電化されることとなり、使用される電気機関車として用意されたのが車軸配置Czのラック式電気機関車である本機であり、1913-1914年に21-28号機の8機が、1926年に若干の変更と出力増強を実施した29号機が製造されている。本機以前のラック式電気機関車は主に登山鉄道用の2軸の小形機であり、本機はスイスでは最初期の本線用のラック式電気機関車となっており、主電動機2基と、動軸3軸および走行用のピニオン1軸、ブレーキ用ピニオン1軸を装備して粘着区間では1時間定格出力294kW、牽引力47kN、ラック区間では94kNを発揮する。なお、21-28号機の製造はSLMが車体、機械部分、走行装置を担当しており、BBCおよびMFOが電機部分、主電動機を担当、29号機はSLMおよびMFOで製造されている。なお、各機体の機番およびSLM製番、製造年月日、製造会社は以下の通り。
- 21 - 2365 - 1913年12月12日 - SLM/BBC/MFO
- 22 - 2366 - 1913年12月22日 - SLM/BBC/MFO
- 23 - 2367 - 1914年2月10日 - SLM/BBC/MFO
- 24 - 2368 - 1914年1月23日 - SLM/BBC/MFO
- 25 - 2369 - 1914年4月11日 - SLM/BBC/MFO
- 26 - 2370 - 1914年3月3日 - SLM/BBC/MFO
- 27 - 2371 - 1914年5月18日 - SLM/BBC/MFO
- 28 - 2372 - 1914年4月22日 - SLM/BBC/MFO
- 29 - 3127 - 1926年7月3日 - SLM/MFO

## 仕様

### 車体
- 車体は車体端を絞り、車体幅2750mmの機械室部分と2550mmの運転室部分に段差があるこの時代のスイス製電気機関車の標準スタイルで、同時期に製造されたレーティッシュ鉄道[5]のGe2/4形とも類似のデザインである。
- 車体正面は左側に貫通扉を設けた縦長の3枚窓、正面中央の窓下と車体下部左右の3箇所に丸型の引掛式の前照灯が設置され、貫通扉下部には小形のステップが、車体下部中央には連結渡り板が設置されている。連結器は車体取付のピン・リンク式連結器で、連結器下にフックを備えており、ねじ式連結器としても使用可能なものであった。なお、後にピン・リンク式連結器とも連結可能な+GF+式[6]ピン・リンク式自動連結器に変更されている。
- 車体側面の運転室部には乗降扉と、片側に屋根上昇降用のはしごが付き、機械室部には前後2箇所の明取窓と中央1箇所のルーバー付窓が設置され、側面壁は全面取外式となっている。また、屋根上の中央には大形のパンタグラフが1基設置されてその後位側に主抵抗器冷却気排気口が、左右の肩部には細長い形状の空気タンクが、前後車端部には暖房引通用の電気連結器が設置されている。なお、この屋根上車端部の通電部に隣接の車両から棒状のシューを渡して通電する暖房用電気連結器は、後に端梁に設置された通常の電気連結器に交換されている。
- なお、後年製造された29号機は外観も若干異なっており、正面中央の窓が左右の窓より若干大きく位置も上寄りとなり、側面中央の窓もルーバーではなく明取窓となっているほか、26号機のみ正面中央窓に庇が設置されている。
- 塗装
  - 当初は車体は深緑色で、車体側面中央のルーバーの前後に"BOB"と機番のクロームメッキの切抜文字が設置され、正面下部中央には機番が入り、床下機器は黒、屋根および屋根上機器がライトグレーであった。
  - その後1950年代半ばには車体が茶色に変更され、1975年以降順次車体裾部をダークグレーとし、その上部に白色の細帯が入るものとなった。

### 走行機器
- 制御方式は抵抗制御で粘着動輪用とピニオン用の2台の直流直巻整流子電動機主電動機を制御するもので、粘着区間では粘着動輪用主電動機のみを駆動、ラック区間では粘着動輪用およびピニオン用の2台の主電動機を直列に接続して駆動する方式となっている。
- 台枠は内側台枠式の板台枠で、動軸3軸が軸距1750mmずつに配置され、中央の動軸の後位側750mmの位置にラックレール区間での駆動用ピニオン軸が、後位側の動軸にブレーキ用のピニオンが配置されており、前後の動軸の軸バネのバネ定数を大きくし、中央の動軸のものはバネ定数を小さくして台枠の上下変位を抑えることで、ラックとピニオンの噛合せを規定値内に収めるようにしている。
- 主電動機は台枠上に直径約1m程度の大形のものが2基設置され、前位側のものが粘着動輪用、後位側のものが駆動ピニオン用のものとなっており、いずれも歯車による2段減速で、動軸へは中央の動軸の前位側800mmの位置に設置されたジャック軸のクランクからロッドで各動輪へ駆動力が伝達され、駆動ピニオンへは歯車のみによって伝達される。
- なお、動輪は直径910mmのスポーク式、ピニオンは有効径860mmのリッゲンバッハ式ラックレール用の1枚歯のものとなっているほか、機器室内の主電動機上部には主抵抗器が設置され、前位側に設置された冷却ファンによって強制空冷され、冷却気は機器室内から採り入れられて主抵抗器を設置したダクト内を通過し、屋根上集電装置後位側の排気口より排出される。
- ブレーキ装置としては主制御装置による発電ブレーキ、回生ブレーキと、ウェスティングハウス式の空気ブレーキおよび手ブレーキを装備しており、それぞれが粘着動輪の踏面ブレーキとピニオン併設のブレーキドラムに作用するほか、下り勾配での安全性確保のため、規定の速度を超過するとブレーキが動作するようになっている。

### 主要諸元
- 軌間：1000mm
- 電気方式：DC1500V
- 軸配置：Cz
- 最大寸法：全長8240mm、車体幅2750mm、屋根高3183mm、全高3920mm（パンタグラフ折畳時）、固定軸距3500mm
- 自重
  - 21-28号機：34.8t
  - 29号機：36.5t
- 動輪径：910mm
- ピニオン径：860mm
- 走行装置
  - 主制御装置：抵抗制御
  - 主電動機
    - 21-28号機：直流直巻整流子電動機×2台（1時間定格出力294kW、電圧1050V、回転数580rpm）
    - 29号機：直流直巻整流子電動機×2台（1時間定格出力300kW、電圧1050V、回転数580rpm）

  - 減速比
    - 21-28号機：5.02（粘着動輪）、4.97（ピニオン）
    - 29号機：4.267（粘着動輪）、6.00（ピニオン）
- 牽引力
  - 21-28号機：47kN（粘着区間）、94kN（ラック区間）
  - 29号機：48kN（粘着区間）、96kN（ラック区間）
- 牽引トン数：125t（90パーミル）、90t（120パーミル）
- 最高速度：40km/h（粘着区間）、15km/h（ラック区間）
- ブレーキ装置：発電ブレーキ、回生ブレーキ、空気ブレーキ、手ブレーキ

## 運行・廃車
- 製造後はベルナーオーバーラント鉄道の全線で3軸もしくは2軸ボギーのオープンデッキの客車で組成された旅客列車および貨物列車を牽引していたが、この路線は全長23.69km、最急勾配は粘着区間で25パーミル、リッゲンバッハ式のラック区間で120パーミルで標高567mのインターラーケン・オストから795mのラウターブルンネンもしくは1034mのグリンデルヴァルトまでを登る山岳路線である。
- 1949年から製造されたABDeh4/4形[7]3機が増備されたが、本形式も9機体制のまま引き続き主力として運行されていた。
- その後1965年から1979年にかけてABeh4/4I形[8]7機が増備されると、一部機体は運行を離れて廃車となり、1980年代初めにはHGe3/3形4機（22、24、25、29号機）と10機の電車で運行をしていた。
- 1984年にABeh4/4II形およびBDt 401-403形制御客車が導入されて電車牽引列車の一端に制御客車を連結したシャトルトレインとして運行されるようになり、ABeh4/4I形にもシャトルトレイン化の改造が実施されて列車はすべて電車牽引となったため、本形式は通常運用からは外れ、順次廃車となっている。
- 24号機と29号機は動態保存機として残され、同様に残されている旧型客車を牽引してさまざまなイベント列車を牽引していたが、29号機は2013年に保存鉄道であるブロネイ-シャンビィ博物館鉄道[9]へ譲渡されている。また、26号機は廃車後ベルン近郊バンクドルフの運送会社に譲渡されて専用線で使用され、その後フリブール州ケルツェルスにある交通博物館に静態保存されている。なお、各機体の廃車年と解体年は以下のとおりであるが、文献によって廃車年の記述は異なる。
  - 21 - 1969年廃車、1976年1月解体
  - 22 - 1989年廃車
  - 23 - 1975年廃車、1976年7月解体
  - 24 - 動態保存
  - 25 - 1989年廃車
  - 26 - 1983年廃車
  - 27 - 1965年廃車、1975年解体
  - 28 - 1975年廃車、1976年7月解体
  - 29 - 動態保存、2013年にブロネイ-シャンビィ博物館鉄道へ譲渡